# Août 1923

## Événements
- 2 août : 
  - début de la présidence républicaine de Calvin Coolidge aux États-Unis
  - Raul Pescara réalise un vol de 305 mètres sur un hélicoptère de sa fabrication.
- 2 - 8 aout : le 15e congrès mondial d’espéranto a lieu à Nuremberg. Il est suivi par 4963 participants.
- 11 août : Hendrick Colijn devient ministre des Finances aux Pays-Bas. Il applique des restrictions budgétaires (1923-1926).
- 12 août, Allemagne : chute du gouvernement Wilhelm Cuno devant la multiplication des affrontements entre manifestants et forces de l’ordre.
- 13 août, Allemagne : 
  - Hyper-inflation (mi-novembre 1923 : 1 franc français = 18 milliards de marks allemands). Les valeurs inscrites sur les billets sont modifiées plusieurs fois par jour en fonction des cours ainsi que les étiquettes des marchandises. Les ouvriers rémunérés à la journée, vont au travail avec des valises afin de pouvoir emporter la masse de billets nécessaires au règlement de leur paie.
  - Gustav Stresemann chancelier.
- 15 août : première exposition du Bauhaus à Weimar (Walter Gropius, Mies van der Rohe, Poelzig, Mendelsohn, le Corbusier).
- 23 août : premier vol du prototype d'avion de chasse soviétique Polikarpov I-1.
- 27 août : Incident de Corfou :les membres d’une mission militaire italienne dont le général Tellini, chargée d’établir la frontière entre l’Albanie et la Grèce, sont tués près de Janina, en Grèce.
- 31 août : le Ruanda et le Burundi, anciennes colonies Allemandes, sont confiés à la Belgique par la SDN sous le nom de Ruanda-Urundi.
- 31 août - 28 septembre :  Incident de Corfou, après avoir demandé au gouvernement grec des réparations humiliantes, Mussolini ordonne le bombardement et l’occupation de Corfou. Cédant aux pressions anglaises et de la SDN, il accepte une formule de compromis. La flotte italienne évacue Corfou.

## Naissances
- 3 août : 
  - Chenouda III d'Alexandrie, 117e primat (pape et patriarche) de l'Église copte orthodoxe († 17 mars 2012).
  - Marcelle Engelen, résistante française du réseau l’équipe Pur Sang formée en octobre 1940 durant la Seconde Guerre mondiale († 7 janvier 2023).
- 4 août : Santiago Omar Riveros, militaire argentin († 24 mai 2024).
- 6 août : Paul Hellyer, politicien canadien († 8 août 2021).
- 8 août : Antonio Quarracino, cardinal archevêque de Buenos Aires († 28 février 1998).
- 9 août : 
  - Mário Cesariny, peintre et poète portugais († 26 novembre 2006).
  - Catherine Langeais, speakerine et présentatrice de télévision française († 23 avril 1998).
- 10 août : 
  - Joseph Bialot, écrivain français († 25 novembre 2012).
  - Jean Graton, scénariste et dessinateur de bande dessinée français († 21 janvier 2021).
  - René Kleinmann, adolescent résistant français, membre de l'organisation clandestine La Main noire pendant la Seconde Guerre mondiale († 22 janvier 2009).
- 12 août : Carlo Smuraglia, homme politique italien († 31 mai 2022).
- 15 août : Shimon Peres, homme d'État israélien († 28 septembre 2016).
- 19 août : Edgar Frank « Ted » Codd, informaticien britannique († 18 avril 2003).
- 24 août : Jean-Marc Thibault, comédien et humoriste réalisateur, et scénariste français († 28 mai 2017).
- 29 août : Richard Attenborough, acteur et réalisateur britannique († 24 août 2014).
- 30 août : Roger Pierre, comédien et humoriste français († 23 janvier 2010).

## Décès
- 2 août : Warren G. Harding, Président des États-Unis.
- 6 août :  Benjamin Sulte, auteur canadien.
- 19 août : Vilfredo Pareto, sociologue et économiste italien.
- 21 août : William Ralph Meredith, chef du Parti conservateur de l'Ontario.